# Бьондо, Флавио
Флавио Бьондо (лат. Flavius Blondus; 1392 (или 1388), Форли – 4 июня 1463, Рим) — итальянский гуманист, историк и антикварий. Впервые выделил Средние века как особый период истории, в 1453 году им был введён термин «Средние века» (лат. medium aevum). Он был одним из первых историков, использующих подразделение с тремя периодами истории (Древний, Средневековый, Современный). Известен также как один из первых археологов.
Основные четыре его труда: «Decades», «Roma instaurata» (1446), «Italia illustrata» (1453) и «Roma triumphans» (1459).
Наиболее объёмная и значительная работа Бьондо — Historiarum ab Inclinatione Romanorum Imperii («Декады истории, начиная от упадка Римской империи»; Венеция, 1483) — история Европы в тридцати двух книгах, от грабежа Рима в 410 году вестготами до современной ему Италии (1442).
Изучал гуманитарные дисциплины в Кремоне. Завязал выгодную дружбу с Гуарино да Верона и служил венецианскому мэру Тревизо Франческо Барбаро, прежде чем в 1433 году оказался в папской курии, где и оставался до конца своих дней.

## Работы на латыни
- Historiarum ab inclinatione romanorum imperii (Venice: Octavianus Scotus, 1483; Hain *3248)
- In Romam Instauratam
- Historiae Ab Inclinatione Romanorum Imperii (часть Opera Basel 1531)
- De Origine et Gestis Venetorum (часть Opera Basel 1531)
- Roma Instaurata (часть Opera Basel 1531)
- Italia Illustrata (часть Opera Basel 1531)
- Triumphans Roma  (часть Opera Basel 1531)